# Mónica Spear
Monica Spear Mootz (ur. 1 października 1984 w Maracaibo, zm. 6 stycznia 2014 w El Cambur) – wenezuelska aktorka i modelka.

## Kariera
W 2005 roku reprezentowała Wenezuelę w konkursie Miss Universe. Rok później zadebiutowała w telenoweli El desprecio. W 2007 roku zagrała swoją pierwszą główną rolę w telenoweli Mi prima Ciela, a w 2009 w Calle luna, Calle sol. W 2010 roku wystąpiła gościnnie w Que el cielo me explique. Kilka miesięcy później wróciła do Wenezueli, by zagrać główną rolę w La mujer perfecta. W 2011 podpisała kontrakt z amerykańską wytwórnią Telemundo. W tym samym roku wystąpiła we Flor Salvaje, a w 2013 roku w Pasión Prohibida.

## Życie prywatne
W 2008 roku wyszła za mąż za angielskiego biznesmena Thomasa Henry’ego Berry’ego. W październiku tego samego roku urodziła im się córka Maya.

## Śmierć
Mónica Spear z mężem i córką pojechali do Wenezueli. Jej ciało znaleziono 6 stycznia 2014 obok ciała jej męża. Obydwoje zostali zastrzeleni w wyniku napadu na poboczu drogi. Ich samochód zepsuł się na autostradzie. Thomas Henry Berry został postrzelony w klatkę piersiową, a Monica otrzymała wiele ran postrzałowych. W wyniku napadu ucierpiała również ich córka, do której bandyci również strzelili. Maya jako jedyna przeżyła napaść.

## Filmografia
| Telewizja | Telewizja                | Telewizja                                   | Telewizja         |
| Rok       | Tytuł                    | Rola                                        | Opis              |
| --------- | ------------------------ | ------------------------------------------- | ----------------- |
| 2006      | El desprecio             | Tamara Campos                               | Drugoplanowa rola |
| 2007      | Mi prima ciela           | Graciela Andreína Zambrano Ávila „La Ciela” | Główna rola       |
| 2009      | Calle Luna, Calle Sol    | María Esperanza Rodríguez                   | Główna rola       |
| 2010      | Que el cielo me explique | Violetta de Robles                          | Występ gościnny   |
| 2010-2011 | La mujer perfecta        | Micaela Gómez                               | Główna rola       |
| 2011-2012 | Flor Salvaje             | Flor/Amanda Monteverde                      | Główna rola       |
| 2013      | Pasión Prohibida         | Bianca Santillana de Piamonte               | Główna rola       |